# Euthore hyalina
Euthore hyalina är en trollsländeart som först beskrevs av Selys 1853.  Euthore hyalina ingår i släktet Euthore och familjen Polythoridae. Inga underarter finns listade i Catalogue of Life.